# 24 Horas de Le Mans de 1969
As 24 Hours of Le Mans de 1969 foi o 37º grande prêmio automobilístico das 24 Horas de Le Mans, tendo acontecido nos dias 14 e 15 de junho 1969 em Le Mans, França no autódromo francês, Circuit de la Sarthe.

## Resultados Finais

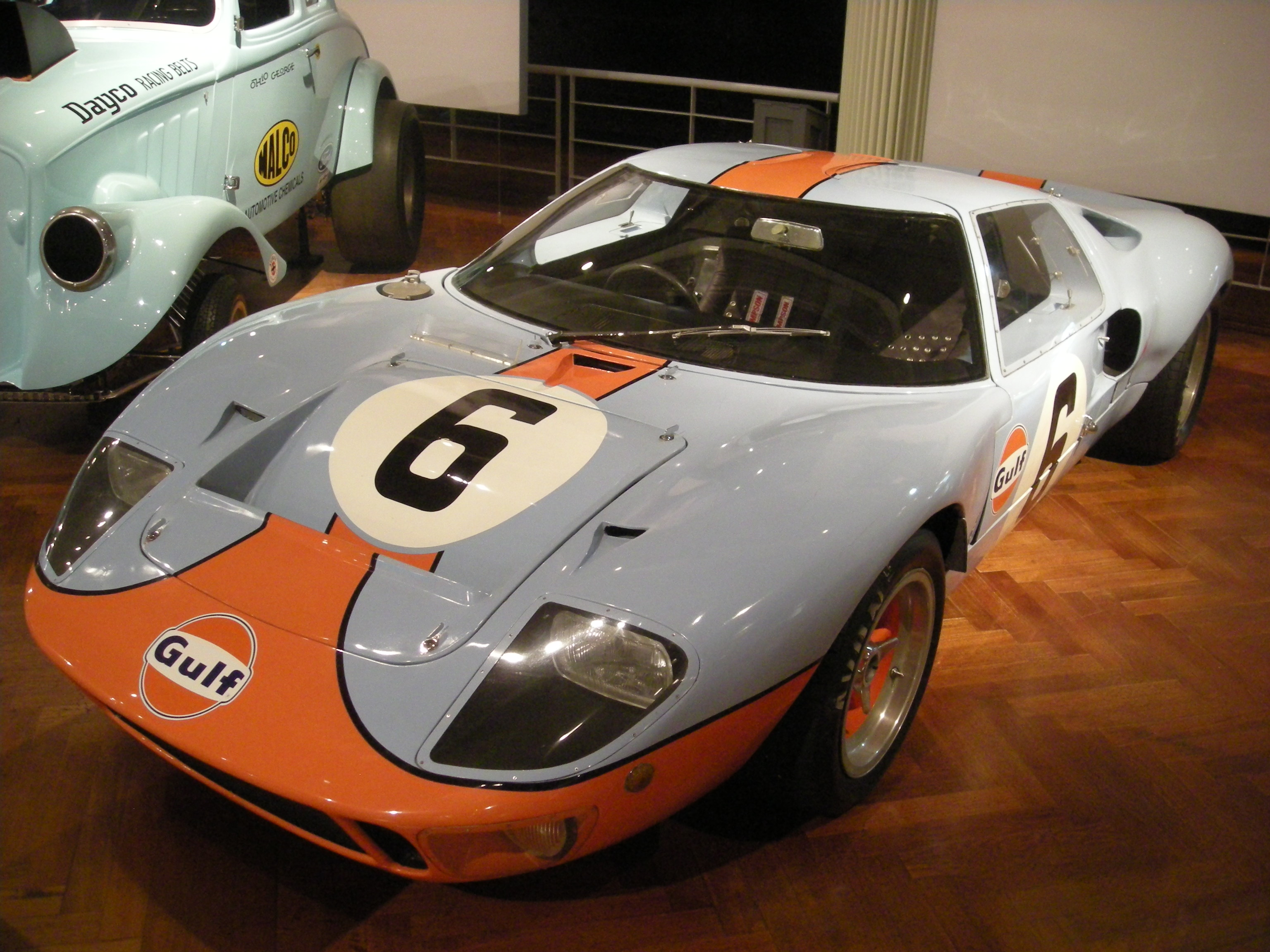
1. 6 Ford GT40 Mk.I

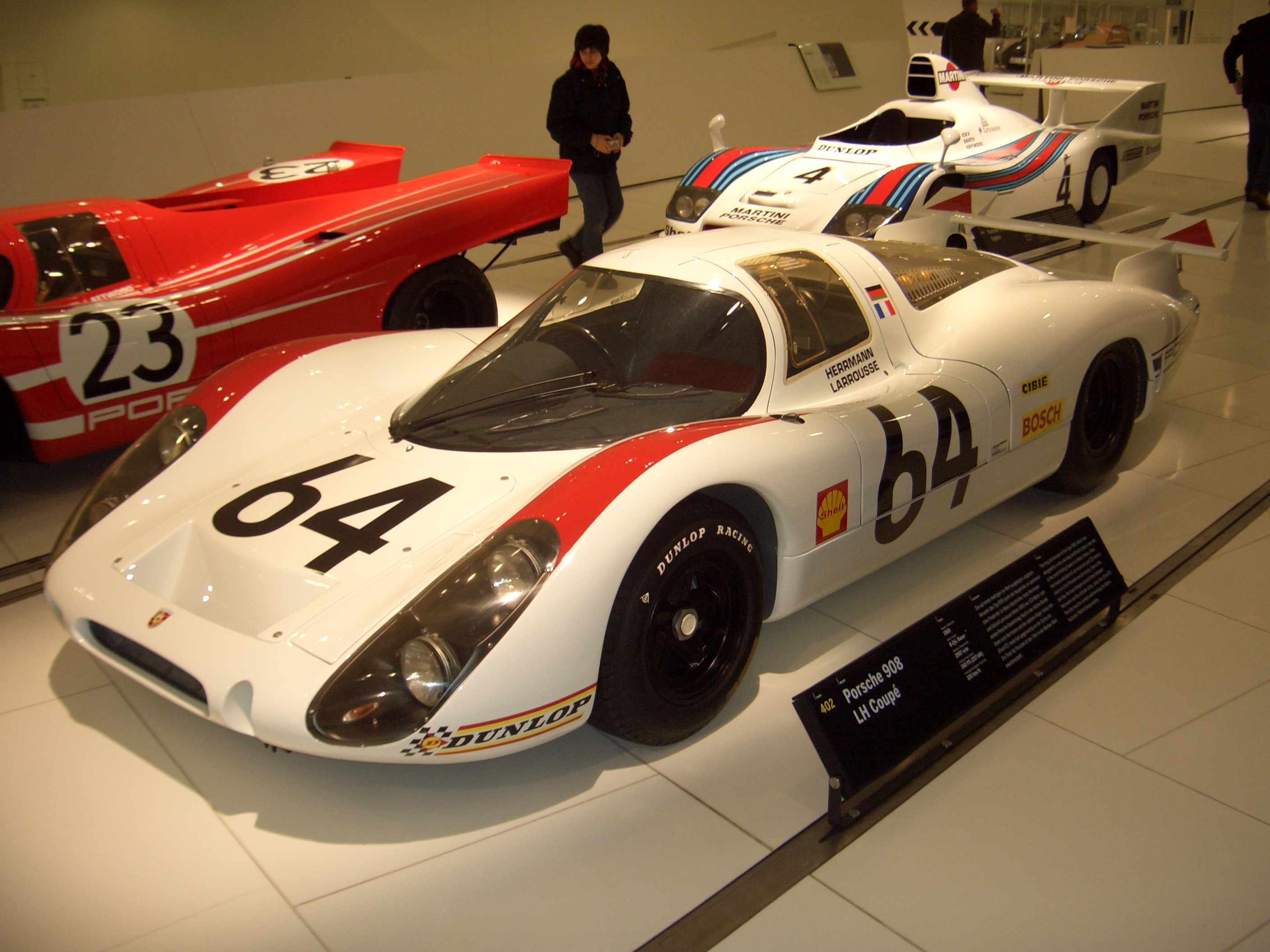
1. 64 Porsche 908 Coupé

| Pos    | Class   | Nº | Equipe                            | Pilotos                                 | Chassis               | Motor                    | Voltas |
| ------ | ------- | -- | --------------------------------- | --------------------------------------- | --------------------- | ------------------------ | ------ |
| 1      | S 5.0   | 6  | John Wyer Automotive Engineering  | Jacky Ickx Jackie Oliver                | Ford GT40 Mk.I        | Ford 4.9 L V8            | 372    |
| 2      | P 3.0   | 64 | Porsche System Engineering        | Hans Herrmann Gérard Larrousse          | Porsche 908 Coupé     | Porsche 3.0 L Flat-8     | 372    |
| 3      | S 5.0   | 7  | John Wyer Automotive Engineering  | David Hobbs Mike Hailwood               | Ford GT40 Mk.I        | Ford 4.9 L V8            | 368    |
| 4      | P 3.0   | 33 | Equipe Matra - Elf                | Jean-Pierre Beltoise Piers Courage      | Matra-Simca MS650     | Matra 3.0 L V12          | 368    |
| 5      | P 3.0   | 32 | Equipe Matra - Elf                | Jean Guichet Nino Vaccarella            | Matra-Simca MS630     | Matra 3.0 L V12          | 359    |
| 6      | S 5.0   | 68 | Deutsche Auto Zeitung             | Helmut Kelleners Reinhold Joest         | Ford GT40 Mk.I        | Ford 4.7 L V8            | 341    |
| 7      | P 3.0   | 35 | Equipe Matra - Elf                | Nanni Galli Robin Widdows               | Matra-Simca MS630/650 | Matra 3.0 L V12          | 330    |
| 8      | S 5.0   | 17 | North American Racing Team (NART) | Teodoro Zeccoli Sam Posey               | Ferrari 250LM         | Ferrari 3.3 L V12        | 329    |
| 9      | S 2.0   | 39 | Christian Poirot                  | Christian Poirot Pierre Maublanc        | Porsche 910           | Porsche 2.0 L Flat-6     | 312    |
| 10     | GT 2.0  | 41 | Jean-Pierre Gaban                 | Jean-Pierre Gaban Yves Deprez           | Porsche 911S          | Porsche 2.0 L Flat-6     | 306    |
| 11     | GT 2.0  | 40 | Auguste Veuillet                  | Claude Ballot-Léna Guy Chasseuil        | Porsche 911T          | Porsche 2.0 L Flat-6     | 301    |
| 12     | P 1.15  | 50 | Société des Automobiles Alpine    | Alain Serpaggi Christian Ethuin         | Alpine A210           | Renault-Gordini 1.0 L I4 | 292    |
| 13     | GT 2.0  | 44 | Claude Laurent                    | Claude Laurent Jacques Marché           | Porsche 911T          | Porsche 2.0 L Flat-6     | 287    |
| 14     | GT 2.0  | 67 | Philippe Farjon                   | Philippe Farjon Jacques Dechaumel       | Porsche 911S          | Porsche 2.0 L Flat-6     | 286    |
| 15 DNF | S 5.0   | 12 | Porsche System Engineering        | Vic Elford Richard Attwood              | Porsche 917L          | Porsche 4.5 L Flat-12    | 327    |
| 16 DNF | P 3.0   | 22 | Porsche System Engineering        | Rudi Lins Willi Kauhsen                 | Porsche 908L          | Porsche 3.0 L Flat-8     | 317    |
| 17 DNF | P 1.6   | 45 | Société des Automobiles Alpine    | Jean-Claude Killy Bob Wollek            | Alpine A210           | Renault-Gordini 1.5 L I4 | 242    |
| 18 DNF | GT 2.0  | 66 | Jean Egreteaud                    | Jean Edreteaud Raymond Lopez            | Porsche 911T          | Porsche 2.0 L Flat-6     | 241    |
| 19 DNF | P 3.0   | 18 | SpA Ferrari SEFAC                 | Pedro Rodriguez David Piper             | Ferrari 312P Coupe    | Ferrari 3. 0L V12        | 223    |
| 20 DNF | P 3.0   | 29 | Société des Automobiles Alpine    | Patrick Depailler Jean-Pierre Jabouille | Alpine A220/69        | Renault-Gordini 3.0 L V8 | 209    |
| 21 DNF | P 3.0   | 23 | Porsche System Engineering        | Udo Schütz Gerhard Mitter               | Porsche 908L          | Porsche 3.0 L Flat-8     | 199    |
| 22 DNF | GT +2.0 | 1  | Scuderia Filipinetti              | Henri Greder Reine Wisell               | Chevrolet Corvette    | Chevrolet 7.0 L V8       | 196    |
| 23 DNF | GT 2.0  | 63 | Marcel Martin                     | René Mazzia Pierre Mauroy               | Porsche 911T          | Porsche 2.0 L Flat-6     | 174    |
| 24 DNF | P 3.0   | 31 | Société des Automobiles Alpine    | Jean-Pierre Nicolas Jean-Luc Thérier    | Alpine A220/68        | Renault-Gordini 3.0 L V8 | 160    |
| 25 DNF | P 3.0   | 34 | Ecurie Matra - Elf                | Johnny Servoz-Gavin Herbert Müller      | Matra-Simca MS630/650 | Matra 3.0 L V12          | 158    |
| 26 DNF | S 5.0   | 14 | Porsche System Engineering        | Rolf Stommelen Kurt Ahrens, Jr.         | Porsche 917L          | Porsche 4.5 L Flat-12    | 148    |
| 27 DNF | S 5.0   | 2  | Scuderia Filipinetti              | Jo Bonnier Masten Gregory               | Lola T70 Mk.IIIB      | Chevrolet 5.0 L V8       | 134    |
| 28 DNF | P 3.0   | 28 | Société des Automobiles Alpine    | Jean Vinatier André de Cortanze         | Alpine A220/69        | Renault-Gordini 3.0 L V8 | 133    |
| 29 DNF | S 5.0   | 8  | Peter Sadler                      | Peter Sadler Paul Vestey                | Ford GT40 Mk.I        | Ford 4.7 L V8            | 106    |
| 30 DNF | S 2.0   | 43 | J.C.B. Excavators Ltd.            | Roger Enever Peter Brown                | Chevron B8            | BMW 2.0 L I4             | 100    |
| 31 DNF | P 1.3   | 49 | Trophée Le Mans Alpine            | Jacques Foucteau Patrice Compain        | Alpine A210           | Renault-Gordini 1.3 L I4 | 97     |
| 32 DNF | P 2.0   | 38 | Racing Team VDS                   | Gustave Gosselin Claude Bourgoignie     | Alfa Romeo T33/2      | Alfa Romeo 2.0 L V8      | 76     |
| 33 DNF | P 3.0   | 20 | Hart Ski Racing                   | Jo Siffert Brian Redman                 | Porsche 908/2L        | Porsche 3.0 L Flat-8     | 60     |
| 34 DNF | P 3.0   | 30 | Société des Automobiles Alpine    | Jean-Claude Andruet Henri Grandsire     | Alpine A220/69        | Renault-Gordini 3.0 L V8 | 48     |
| 35 DNF | S 5.0   | 9  | Alan Mann Racing Ltd.             | Frank Gardner Malcolm Guthrie           | Ford GT40 Mk.I        | Ford 4.9 L V8            | 42     |
| 36 DNF | GT +2.0 | 59 | Scuderia Filipinetti              | Claude Haldi Jacques Rey                | Ferrari 275 GTB/C     | Ferrari 3.3 L V12        | 39     |
| 37 DNF | P 3.0   | 36 | Racing Team VDS                   | Teddy Pilette Rob Slotemaker            | Alfa Romeo T33/2.5    | Alfa Romeo 2.5 L V8      | 35     |
| 38 DNF | GT 2.0  | 42 | Wicky Racing Team                 | André Wicky Edgar Berney                | Porsche 911T          | Porsche 2.0 L Flat-6     | 34     |
| 39 DNF | P 2.0   | 62 | Mark Konig                        | Mark Konig Tony Lanfranchi              | Nomad Mk.II           | BRM 2.0 L V8             | 28     |
| 40 DNF | P 2.0   | 37 | Donald Healey Motor Company       | Clive Baker Jeff Harris                 | Healey SR             | Coventry Climax 2.0 L V8 | 14     |
| 41 DNF | P 2.0   | 60 | Robert Buchet                     | Jean de Mortemart Jean Mésange          | Porsche 910           | Porsche 2.0 L Flat-6     | 10     |
| 42 DNF | P 1.15  | 51 | Ecurie Fiat-Abarth France         | Maurizio Zanetti Ugo Locatelli          | Fiat-Abarth 1000SP    | Fiat 1.0 L I4            | 9      |
| 43 DNF | P 1.6   | 46 | Ecurie Savin-Calberson            | Alain LeGuellec Bernard Tramont         | Alpine A210           | Renault-Gordini 1.5 L I4 | 1      |
| 44 DNF | S 5.0   | 10 | John Woolfe Racing                | John Woolfe Herbert Linge               | Porsche 917           | Porsche 4.5 L Flat-12    | 0      |
| 45 DNF | P 3.0   | 19 | SpA Ferrari SEFAC                 | Chris Amon Peter Schetty                | Ferrari 312P Coupe    | Ferrari 3.0 L V12        | 0      |

Legenda :DNQ = Não largou - DNF = Abandono - NC = Não classificado - DSQ= Desqualificado